# Pollock-Krasner House di Long Island
La Pollock-Krasner House and Study Center era la casa del pittore Jackson Pollock e si trova in Fireplace Road 830 ad East Hampton a Long Island (New York). Nel 1994 è stata inserita nel National Register of Historic Places e nel National Historic Landmark.